# Fayetteville Arsenal

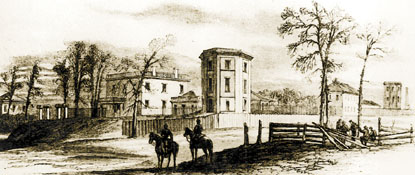
desenho do Fayetteville Arsenal antes de ser destruído pelo exército de Sherman em 1855.

O Fayetteville Arsenal (em português: Arsenal Fayetteville), teve sua construção aprovada pelo Congresso dos EUA em 1936 e a cidade de Fayetteville, Carolina do Norte, em 1838 estava construído e em 1858, reunindo um conjunto de oficinas, foi criada uma fábrica de armamentos.
Com a secessão da Carolina do Norte, passou então a servir os Estados Confederados, e foi nesse período durante a Guerra Civil que atingiu sua capacidade plena, tendo produzido quantidade substancial de armas, munições e carroças de canhões para a infantaria e a cavalaria do Exército Confederado.

## Histórico, características e atuação

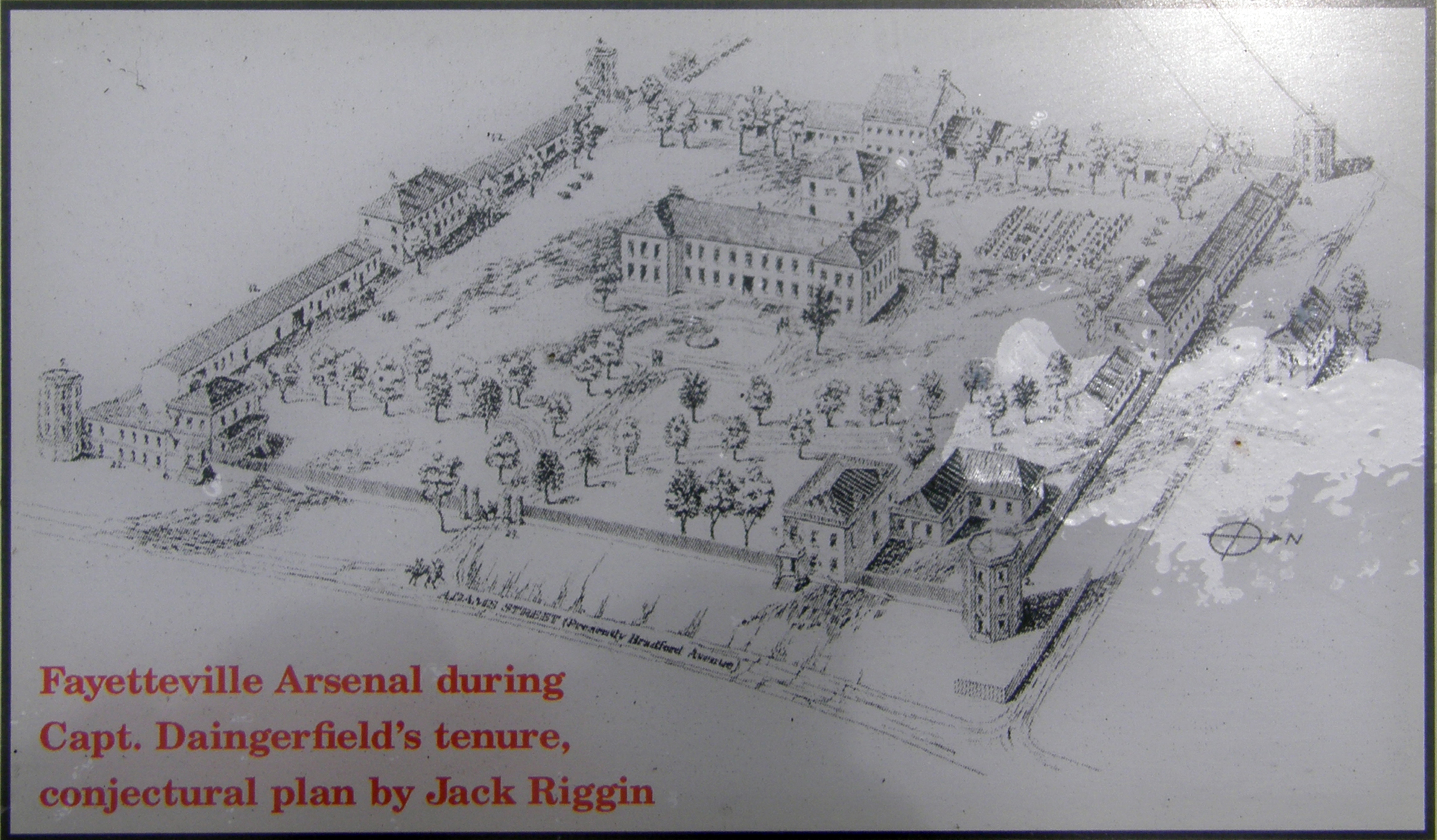
Layout do Fayetteville Arsenal.

O Arsenal Fayetteville, na Carolina do Norte, foi construído em 1838 porque durante a Guerra de 1812 o governo dos Estados Unidos percebeu que a distribuição existente de fábricas de armas e munições não era adequada para a defesa do país. Foi iniciado um programa para criar mais cinco arsenais federais que seriam distribuídos de forma que nenhuma área do país ficasse muito longe de um depósito de armas. O representante do condado de Bladen, James McKay, apresentou a Resolução nº 374 da Câmara para a inclusão de um arsenal em Fayetteville.
A pedra fundamental do Arsenal Fayetteville foi lançada em 9 de abril de 1838. Ele foi construído de tijolo e pedra e em cada um dos quatro cantos de suas paredes maciças havia uma torre octogonal. A entrada no Arsenal era controlada pelo uso de enormes portões de ferro. Oficinas, aposentos e outros edifícios do Arsenal foram construídos de tijolo e madeira.
Mulheres locais trabalharam no Arsenal Fayetteville fabricando cartuchos de papel para as armas. o Arsenal Fayetteville também operava hospitais para soldados feridos. Grande parte dos remanescentes do Arsenal pode ser visto em exibição no Museum of the Cape Fear e seu complexo histórico.
O Arsenal Fayetteville, registrou oficialmente 87 pessoas na força de trabalho em 1861, incluindo homens, mulheres e escravos. Porém, naquelee mesmo ano, o "Fayetteville Observer" relatou: “O Richmond Whig diz que cerca de 100 a 250 mulheres e meninas brancas trabalham em um prédio naquela cidade, fazendo cartuchos. Nós acreditamos que 50 ou 60 são empregados da mesma forma no Arsenal aqui.”
Trabalhar em uma fábrica de cartuchos era extremamente perigoso e potencialmente mortal. Entre 1862 e 1863 cerca de 150 pessoas morreram em explosões, principalmente mulheres e meninas. Um artigo no Fayetteville Observer de 15 de dezembro de 1862 reconheceu a existência da "Companhia do Fogo no Arsenal" que apagou um incêndio que eclodiu na área do centro da cidade a cerca de 1,6 km do local do Arsenal.
O Arsenal Fayetteville produziu armas e equipamentos durante a guerra; mas sua maior contribuição foi na forma de munições para armas pequenas. Registros mostram que de janeiro a agosto de 1864, o arsenal produziu 900.000 cartuchos de munição. Esta taxa de produção se deveu em grande parte à atuação de mulheres e meninas.

## Durante a Guerra Civil
Quando a Carolina do Norte se separou da União, o governador Ellis encarregou Warren Winslow de realizar a rendição pacífica, se possível, do Arsenal Fayetteville. O general Walker Draughon, então no comando da Milícia da Carolina do Norte, recebeu a ordem de tomar posse do Arsenal.
Ele mobilizou a "Fayetteville Independent Light Infantry" (FILI) (a mais antiga organização militar privada do estado, tendo sido organizada em 1793) sob o comando do Major Wright Huske, e a "LaFayette Light Infantry", comandada pelo Capitão Joseph B. Starr. Outras tropas também foram utilizadas, e o número total de tropas presentes em 22 de abril de 1861 era de aproximadamente 500.
Depois que as tropas confederadas foram inspecionadas pelo representante das forças federais, tenente DeLagnel, ele decidiu que a resistência era infrutífera e entregou o arsenal sem incidentes. Foi desocupado pelas forças da União em 27 de abril de 1861. O major Wright Huske do FILI "assumiu, em obediência às ordens, seus aposentos permanentes para a proteção de propriedades importantes e valiosas".
Após a queda do Arsenal Harpers Ferry para as forças confederadas em abril de 1861, planos foram feitos para realocar o maquinário de fabricação de rifles daquele local para novas oficinas no Arsenal Fayetteville, o que se concretizou em outubro daquele ano, tornando-o um importante fornecedor de armas portáteis para as tropas confederadas. O principal armamento era conhecido como Rifle Fayetteville. Em seu auge, o arsenal produzia 500 rifles por mês e vários outros artefatos maiores, cartuchos, espadas e baionetas. Mais de cem trabalhadores do Harpers Ferry Arsenal se mudaram com suas famílias para Fayetteville. Em meados da guerra, as moças da região trabalhavam na fabricação de cartuchos e como escriturárias.
Em 1865, enquanto o General da União William T. Sherman liderava suas forças na Campanha das Carolinas, tornou-se evidente para o comandante confederado, o coronel Childs, que Fayetteville era o principal alvo. Quando Sherman chegou a Colúmbia, Carolina do Sul, o coronel Childs ordenou a construção de barricadas para a defesa da área de Fayetteville. Os restos dessas obras podem ser vistos no terreno do "Veterans Administration Hospital", na Ramsey Street.
Foi oferecida resistência, mas as maltratadas e cansadas forças confederadas foram oprimidas pelo tremendo número e poder de fogo das tropas da União. Sherman entrou em Fayetteville em 11 de março de 1865 e tomou posse do Arsenal (que havia sido despojado de suas armas, munições e máquinas úteis pelos confederados em retirada). Diz-se que o maquinário de fabricação de rifles Harpers Ferry estava escondido na "Egypt Coal Mine" (mina de carvão), no atual Condado de Lee. Continuando sua política de terra arrasada, Sherman ordenou que o Arsenal fosse arrasado. Seus soldados usaram trilhos da ferrovia como aríetes para derrubar o prédio e depois incendiaram o que restou. Enquanto o fogo aumentava, alguns projéteis de artilharia restantes explodiram e completaram a devastação.

## Atualmente
Muito pouco permanece no local atual devido à construção de uma estrada circular do distrito comercial central através da área em 1988. Há um anexo de estrutura parcial remanescente e um monumento histórico, e outros vestígios do Arsenal dos EUA podem ser vistos em exibição no "Museum of the Cape Fear Historical Complex". As fundações dos edifícios que estavam localizados ao longo da parede posterior do arsenal, incluindo as fundações de duas das torres, podem ser vistas no parque localizado atrás do "Museum of the Cape Fear".
O local do Fayetteville Arsenal foi listado no Registro Nacional de Lugares Históricos em 1983 (#83001865).